# Честотна лента (компютри)
 Тази статия е за предаване на данни.  За звукови или радиовълни вижте Честотна лента.  
В областта на компютърните мрежи и компютърните науки честотната лента (на английски: bandwidth) е мярка за измерване на наличните или използваните ресурси за предаване на данни, изразени в битове/секунда или (килобита/сек, мегабита/сек и т.н.).
Често в литературата за безжични комуникации, предаване на данни чрез модем, цифрови комуникации, електроника и др., честотната лента се отнася до пропускателната способност на аналоговия сигнал, измерена в херцове, каквото е и първоначалното значение на термина. Някои автори на литература за компютърни мрежи предпочитат по-малко двусмислени термини като побитова скорост, капацитет на канала и пропускателна способност вместо широчина на честотната лента в битове/сек за да се избегне това объркване.